# Dilaver Pacha
Dilaver Pacha est un homme politique ottoman d'ascendance croate, grand vizir de l'Empire de 1621 à 1622 sous le règne éphémère d'Osman II.

## Biographie
En 1621, le jeune sultan Osman II démet le grand vizir Ohrili Hüseyin Pacha à la suite de son échec militaire lors du siège de Khotin. Il le remplace le 17 septembre par Dilaver Pacha, gouverneur de Roumélie et ancien gouverneur de Chypre, Bagdad et Diyarbakır. Bien que ce dernier ait obtenu le titre de Pacha en occupant ces fonctions, il s'agit d'une promotion extraordinaire pour un gouverneur de province qui n'a jamais participé au Conseil impérial avant d'être admis dans la haute administration.
Osman II perd rapidement la confiance de l'Ilmiye (en), l'ordre de l'Empire formé par les hommes de foi (ouléma). Les janissaires se révoltent en 1622 et exigent son exécution ainsi que celles du chef des eunuques (Kizlar Agha) du palais, du juge militaire (Kazasker (en)) de Roumélie, du contrôleur des Finances (defterdar) et du juge de Constantinople. Refusant dans un premier temps de céder à leurs exigences, le sultan est finalement contraint de les accepter et le grand vizir Dilaver Pacha est lynché en compagnie du chef des eunuques Süleyman Ağa dans la cour du palais de Topkapı. Le lendemain c'est au tour d'Osman II d'être assassiné par les rebelles qui le remplacent par son oncle Moustafa Ier, libéré de prison pour l'occasion.
La dépouille de Dilaver Pacha est enterrée dans le cimetière de Miskinler qui se trouve dans le district stambouliote d'Üsküdar.

## Médias

### Télévision
- Muhteşem Yüzyıl: Kösem, saison 1, il est interprété par Oğuz Okul.

## Source de la traduction
- (en) Cet article est partiellement ou en totalité issu de l’article de Wikipédia en anglais intitulé « Dilaver Pasha » (voir la liste des auteurs).